# Lars Klingert
Lars Klingert (født 22. januar 1963) er en dansk journalist, foredragsholder og underviser samt tidligere studievært i DR.
Klingert blev for alvor kendt i offentligheden sidst i 1990'erne, hvor han med sin karakteristiske dybe stemme rådgav lytterne og seerne som vært på talk-programmet Natteravnen. 
Programmet blev samsendt søndag aften på DR1 og DR's P3. Han var dog ansat i DR fra starten af 1990'erne. Blandt andet var han også vært på P3-programmerne Strax og Fri Fredag. I 1999 startede Lars Klingert egen konsulent- og undervisningsvirksomhed, hvor han bl.a. tilbyder kurser indenfor stemmetræning og kommunikation.
Han blev i 2012 skilt fra modedesigneren Benedikte Utzon, som han har en datter sammen med.